# Bistum Kandi
Das Bistum Kandi (lat.: Dioecesis Kandina) ist eine in Benin gelegene Diözese der römisch-katholischen Kirche mit Sitz in Kandi.

## Geschichte
Das Bistum Kandi wurde am 19. Dezember 1994 durch Papst Johannes Paul II. mit der Apostolischen Konstitution In apparando aus Gebietsabtretungen des Bistums Parakou errichtet und dem Erzbistum Cotonou als Suffraganbistum unterstellt. Am 16. Oktober 1997 wurde das Bistum Kandi dem Erzbistum Parakou als Suffraganbistum unterstellt.

## Bischöfe von Kandi
- Marcel Honorat Léon Agboton, 1994–2000, dann Bischof von Porto-Novo
- Clet Feliho, seit 2000